# Son en els animals

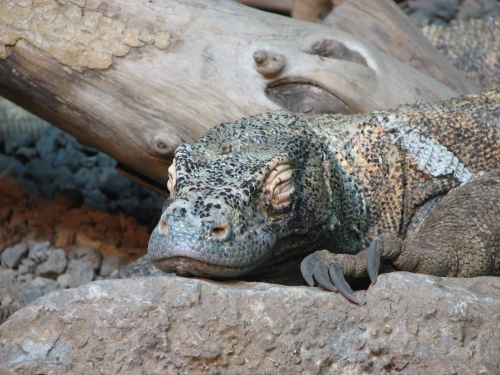
Un dragó de Komodo dorment.

El son en els animals és, igual que en els humans, un estat de pèrdua de consciència en què l'animal no té percepció sensorial i no fa moviments conscients. A diferència de l'autèntica pèrdua de consciència, el son es produeix de manera regular cada dia i l'animal es pot despertar fàcilment d'aquest estat. No s'ha pogut demostrar que tots els animals dormen, però ho fan tipus d'animals molt diferents, des dels invertebrats fins als mamífers. Igual que els humans, els animals compensen la manca de son amb un son més llarg i profund del normal que els permeti dormir sense ser destorbats. S'han dut a terme estudis sobre el rol del son en l'aprenentatge i la ment dels animals, però els resultats són contradictoris. Tanmateix, se sap que els animals als quals s'impedeix dormir moren després d'un parell de setmanes. La funció exacta del son encara és desconeguda.

## Definició

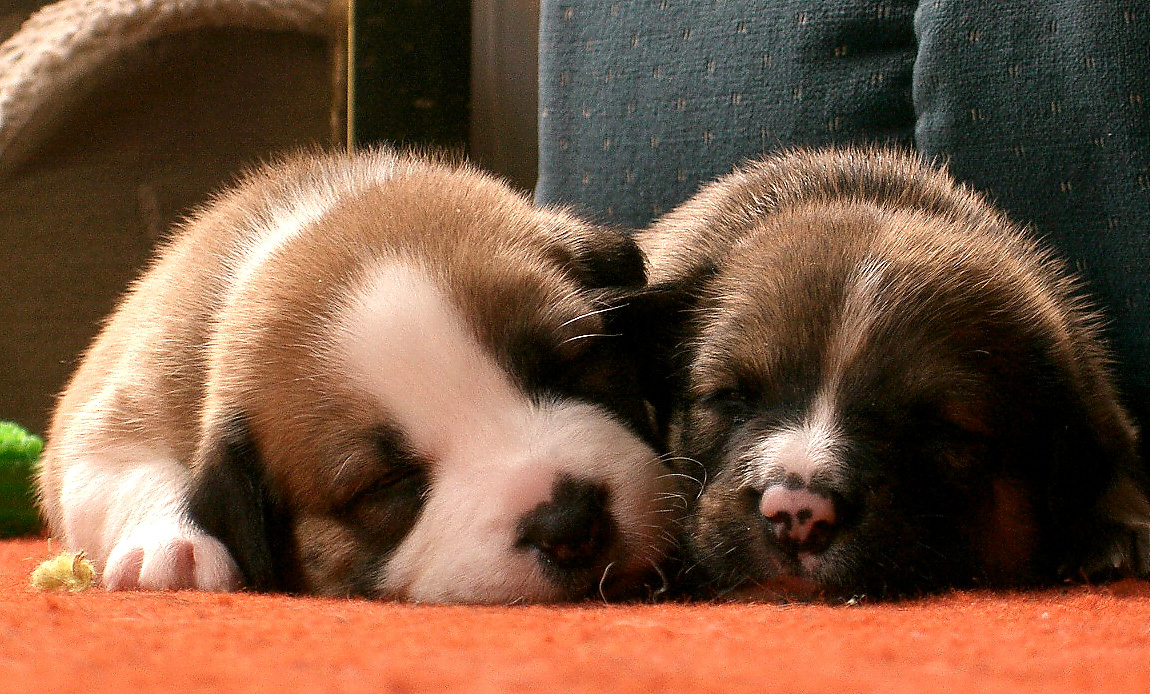
Cadells dormint.

El son representa un estat comportamental i fisiològic de l'organisme que es caracteritza per:
- una pèrdua de consciència reversible;
- una manca de percepció dels estímuls del medi;
- una passivitat de moviments (amb algunes excepcions; vegeu més avall les seccions sobre el son en els ocells i en els mamífers aquàtics);
- privar el son provoca més endavant un augment compensatori (compensació del son)
- els individus adopten una posició corporal atípica pel son.[4][5]

Es fa una diferència entre la definició comportamental del son i la seva definició neurofisiològica, segons la qual el son es defineix amb relació a l'activitat cerebral, els moviments oculars i el to muscular.